# Cécile Nowak
Cécile Nowak (Valenciennes, 22 de abril de 1967) es una deportista francesa que compitió en judo.
Participó en los Juegos Olímpicos de Barcelona 1992, obteniendo una medalla de oro en la categoría de –48 kg. Ganó tres medallas en el Campeonato Mundial de Judo entre los años 1989 y 1993, y cinco medallas en el Campeonato Europeo de Judo entre los años 1989 y 1993.

## Palmarés internacional
| Juegos Olímpicos   | Juegos Olímpicos       | Juegos Olímpicos  | Juegos Olímpicos |
| Año                | Lugar                  | Medalla           | Categoría        |
| ------------------ | ---------------------- | ----------------- | ---------------- |
| 1992               | Barcelona (España)     | Medalla de oro    | –48 kg           |
| Campeonato Mundial |                        |                   |                  |
| Año                | Lugar                  | Medalla           | Categoría        |
| 1989               | Belgrado (Yugoslavia)  | Medalla de bronce | –48 kg           |
| 1991               | Barcelona (España)     | Medalla de oro    | –48 kg           |
| 1993               | Hamilton (Canadá)      | Medalla de bronce | –52 kg           |
| Campeonato Europeo |                        |                   |                  |
| Año                | Lugar                  | Medalla           | Categoría        |
| 1989               | Helsinki (Finlandia)   | Medalla de oro    | –48 kg           |
| 1990               | Fráncfort (RFA)        | Medalla de oro    | –48 kg           |
| 1991               | Praga (Checoslovaquia) | Medalla de oro    | –48 kg           |
| 1992               | París (Francia)        | Medalla de oro    | –48 kg           |
| 1993               | Atenas (Grecia)        | Medalla de plata  | –52 kg           |